# Article 63 de la Constitution de la Cinquième République française

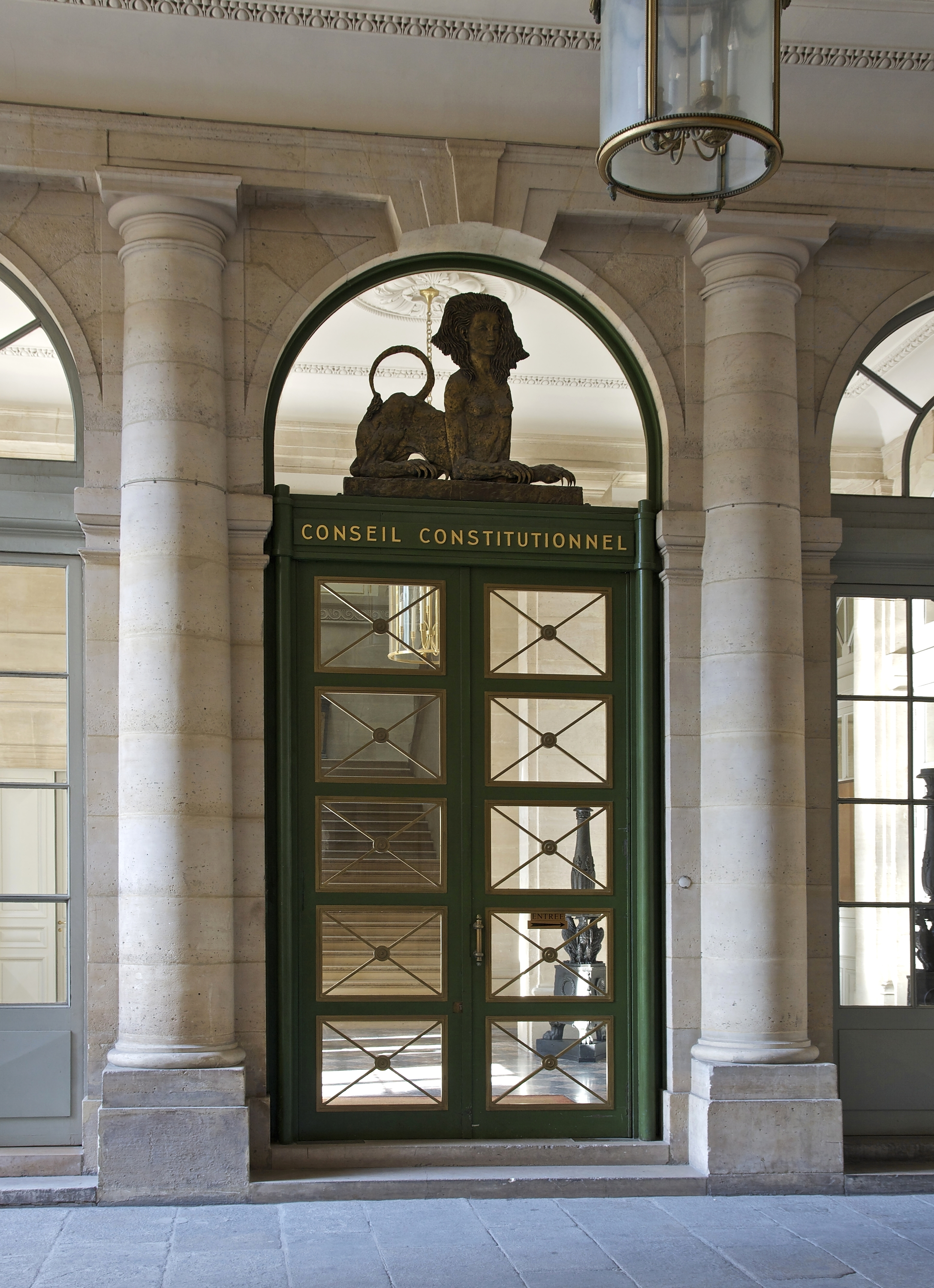
Entrée du Conseil constitutionnel

Article 62 Article 64
L'article 63 de la Constitution française renvoie à la loi organique la détermination des modalités de saisine du Conseil constitutionnel.

## Texte de l'article
« Une loi organique détermine les règles d'organisation et de fonctionnement du Conseil constitutionnel, la procédure qui est suivie devant lui et notamment les délais ouverts pour le saisir de contestations. »
— Article 63 de la Constitution

## Application
La loi organique prise en application de cet article est l'ordonnance no 58-1067 du 7 novembre 1958 portant loi organique sur le Conseil constitutionnel. Cette ordonnance a été adoptée selon la procédure prévue à l'ancien article 92 de la Constitution et a été modifiée à plusieurs reprises depuis cette date. Dans les faits, d'autres textes organiques sur des domaines précis où le conseil intervient, ainsi que le règlement intérieur du conseil, comme le proclame l'article 56 de la loi organique. Le règlement intérieur est publié au Journal officiel et concerne les référendums, élections parlementaires et les questions prioritaires de constitutionnalité. Le Conseil constitutionnel dispose en fait d'une grande marge de manœuvre.